# Luc-Arsène Diamesso
Luc-Arsène Diamesso (ur. 27 grudnia 1974 w Djambali) – piłkarz kongijski grający na pozycji obrońcy.

## Kariera klubowa
Karierę piłkarską Diamesso rozpoczął w klubie CARA Brazzaville. W jego barwach zadebiutował w 1992 roku w pierwszej lidze kongijskiej. W 1992 roku zdobył z nim Puchar Konga. W 1994 roku odszedł do AS Police Brazzaville. Natomiast w sezonie 1995/1996 grał w Ghanie, w Asante Kotoko SC.
W 1996 roku Diamesso wyjechał do Niemiec. Pierwszym klubem Kongijczyka w tym kraju był BV Cloppenburg. W 1998 roku awansował z nim z Oberligi do Regionalligi, a w 2000 roku wrócił z nim do Oberligi. W 2003 roku przeszedł do SV Wilhelmshaven. Od czasu debiutu był podstawowym zawodnikiem zespołu. W 2012 roku zakończył tam karierę. W 2015 roku wznowił ją i do 2018 był zawodnikiem BV Essen.

## Kariera reprezentacyjna
W reprezentacji Konga Diamesso zadebiutował 4 września 1994 w zremisowanym 1:1 meczu kwalifikacji do Pucharu Narodów Afryki 1996 z Gambią, rozegranym w Pointe-Noire. W 2000 roku został powołany do kadry na Puchar Narodów Afryki 2000. Na tym turnieju rozegrał trzy mecze: z Marokiem (0:1), z Nigerią (0:0) i z Tunezją (0:1). Od 1994 do 2004 wystąpił w kadrze narodowej 31 razy.